# Aphelia
Aphelia es un género de plantas herbáceas de la familia  Centrolepidaceae. Comprende 8 especies descritas y de estas, solo 6 aceptadas.

## Taxonomía
El género fue descrito por  Robert Brown y publicado en Prodromus Florae Novae Hollandiae 251. 1810. La especie tipo es: Aphelia cyperoides R.Br.

## Especies aceptadas
A continuación se brinda un listado de las especies del género Aphelia aceptadas hasta julio de 2011, ordenadas alfabéticamente. Para cada una se indica el nombre binomial seguido del autor, abreviado según las convenciones y usos.
- Aphelia brizula F.Muell.
- Aphelia cyperoides R.Br.
- Aphelia drummondii Benth.
- Aphelia gracilis Sond.
- Aphelia nutans Benth.
- Aphelia pumilio F.Muell.